# Moinho (banda)
Moinho é uma banda de brasileira de samba-rock formada em 2004 por Emanuelle Araújo, Lan Lan e Toni Costa.

## Carreira
A banda Moinho nasceu no Rio de Janeiro, após a vocalista Emanuelle Araújo ir morar na cidade em 2004. Em um passeio pela Lapa, lugar boêmio do Rio, a artista teve a ideia de tocar ali e fazer um som, e, de forma bem despretensiosa, convidou Lan Lan, amiga e parceira musical, para participar da banda.  Elas passaram a compor canções juntas e tocar músicas que misturassem o samba-reggae da Bahia com o samba-rock do Rio de Janeiro. No ano seguinte o violonista Toni Costa se juntou ao projeto e o trio formou oficialmente a banda Moinho.
Emanuelle já foi cantora da banda Eva depois da saída de Ivete Sangalo.
Em 2009 foi lançado o primeiro DVD da banda, intitulado Moinho - Ao Vivo com um repertório é calcado em uma mistura de samba, rock, funk e choro, e traz canções como Fim de Semana, Doida de Varrer, Ela Briga Comigo, Na Lapa e a estourada Me Esnoba, além de releituras de É de Manhã (Caetano Veloso), Samba da Minha Terra (Dorival Caymmi) e Besta é Tu (Novos Baianos)
Em 2014 a banda lançou seu novo CD Éolo, que significa o deus dos ventos na mitologia grega, e simboliza o movimento do ar que faz girar as três hélices que compõem o grupo. O cantor Carlinhos Brown também participa do álbum como coautor e produtor de duas das novas músicas.

## Discografia

### Álbums de estúdio
| Título        | Detalhes                                                                                           |  |
| ------------- | -------------------------------------------------------------------------------------------------- |  |
| Hoje de Noite | - Lançamento: 28 de fevereiro de 2008 - Formatos: CD, download digital - Gravadora: EMI            |  |
| Éolo          | - Lançamento: 17 de fevereiro de 2014 - Formatos: CD, download digital - Gravadora: Coqueiro Verde |  |

### Álbuns ao vivo
| Título           | Detalhes                                                                              |
| ---------------- | ------------------------------------------------------------------------------------- |
| Moinho - Ao Vivo | - Lançamento: 31 de outubro de 2009 - Formatos: CD, download digital - Gravadora: EMI |

### Singles
| Título             | Ano  | Álbum            |
| ------------------ | ---- | ---------------- |
| "Esnoba"           | 2008 | Hoje de Noite    |
| "Ela Briga Comigo" | 2008 | Hoje de Noite    |
| "Ive Brussel"      | 2009 | Moinho - Ao Vivo |
| "Éolo"             | 2014 | Éolo             |

### Outras aparições
| Título        | Ano  | Outros artistas | Álbum                      |
| ------------- | ---- | --------------- | -------------------------- |
| "Besta É Tu"  | 2009 | —               | Samba Sócial Clube, Vol. 2 |
| "Rosa Morena" | 2010 | Casuarina       | Roda de Samba              |